# Jeff Erius
Jeff Erius (Strasburgo, 8 marzo 2004) è un velocista francese.

## Biografia
E' allenato da Fabien Lambolez.
Nel 2021, all'età di 17 anni, partecipa ai campionati francesi élite ad Angers, classificandosi terzo nella gara dei 200 m. Agli europei under 20 di Tallinn 2021, in Estonia, affronta avversari di uno o due anni più grandi e conquista la medaglia d'argento nei 100 m con il tempo di 10"27, stabilendo la migliore prestazione europea di sempre per un atleta cadetto.
Il 18 febbraio 2023, ad Aubière, durante i campionati francesi indoor, vince il suo primo titolo nazionale assoluto imponendosi nei 60 m in 6"62, stabilendo un nuovo record francese juniores.
Ai Giochi europei di Chorzów 2023, competizione valide anche per i Campionati europei a squadre, ha vinto il bronzo nella 4×100 m, con il tempo di 38"51 assieme a Dylan Rigot, Ryan Zézé e Jimmy Vicaut, terminando alle spalle di Germania e Italia.
Il 17 febbraio 2024, a Miramas, bissa il successo vincendo un secondo titolo nazionale indoor nei 60 m con il tempo di 6"58, qualificandosi così per i mondiali indoor di Glasgow 2024, dove viene eliminato in semifinale. Nel maggio 2024 alla World Athletics Relays di Nassau 2024 fa parte della staffetta francese 4x100 m che ottiene la qualificazione alle Olimpiadi. 
Ai campionati francesi élite 2024 ad Albi, si classifica secondo nei 100 m, dietro a Pablo Matéo, stabilendo un nuovo record personale con 10"11. Il 19 luglio 2024, durante i campionati francesi under 23, vince con il tempo di 9"98, diventando il quinto atleta francese di sempre a scendere sotto i 10 secondi nei 100 m, e il terzo miglior performer nazionale di sempre dopo Christophe Lemaitre e Jimmy Vicaut.
Ha rappresentato la Francia ai Giochi olimpici di Parigi 2024, classificandosi al sesto posto nella finale della staffetta 4×100 m, con Méba-Mickaël Zézé, Ryan Zézé e Pablo Matéo.

## Palmarès
| Anno | Manifestazione  | Sede      | Evento      | Risultato | Prestazione | Note                                                         |
| ---- | --------------- | --------- | ----------- | --------- | ----------- | ------------------------------------------------------------ |
| 2021 | Europei U20     | Tallinn   | 100 m piani | Argento   | 10"27       | Miglior prestazione europea under 18                         |
| 2023 | Giochi europei  | Chorzów   | 4×100 m     | Bronzo    | 38"51       | [ 7 ]                                                        |
| 2024 | World Relays    | Nassau    | 4x100 m     | Bronzo    | 38"44       |                                                              |
| 2024 | Giochi olimpici | Parigi    | 4×100 m     | 6º        | 37"81       |                                                              |
| 2025 | World Relays    | Guangzhou | 4x100 m     | Batteria  | 38"62       | Miglior prestazione personale stagionale                     |
| 2025 | Europei U23     | Bergen    | 100 m piani | Oro       | 10"28       |                                                              |
| 2025 | Europei U23     | Bergen    | 4x100 m     | Oro       | 38"43       | Record dei campionati · Miglior prestazione europea under 23 |